# Saint-Aupre
Saint-Aupre este o comună în departamentul Isère din sud-estul Franței. În 2009 avea o populație de 1.057 de locuitori.

## Evoluția populației
| An        | 1975 | 1982 | 1990 | 1999 | 2006  | 2009  |
| --------- | ---- | ---- | ---- | ---- | ----- | ----- |
| Populație | 388  | 560  | 676  | 872  | 1.046 | 1.057 |